# 諸戸氏庭園
諸戸氏庭園（もろとしていえん）は三重県桑名市にある庭園。旧諸戸清六邸（西諸戸邸）。

## 概要
記録に残る最も古い記述では鎌倉時代に庵が置かれたのが始まりであるという。
室町時代に織田家家臣の矢部氏の舘となり、庭園が設けられて「江の奥殿」と呼ばれた。時を経て江戸時代、貞享3年（1686年）に桑名藩の御用商人であった山田彦左衛門が隠居所として購入。建物や回遊式庭園を整備して「山田長者屋敷」と呼ばれたその様は「久波奈名所図会」にも記された。
明治17年（1884年）、当時38歳であった諸戸家当主諸戸清六が購入。その後、店を兼ねた本邸、御殿や洋館などが建築されて汐入り庭園も追加された。敷地面積は8000坪（約26,450 m2）。初代清六が亡くなった後は次男・精太がこれらを相続した。平成14年（2002年）に財団法人・諸戸会が設立され、翌年から春と秋に期間を限って公開されている。

## 庭園と建物

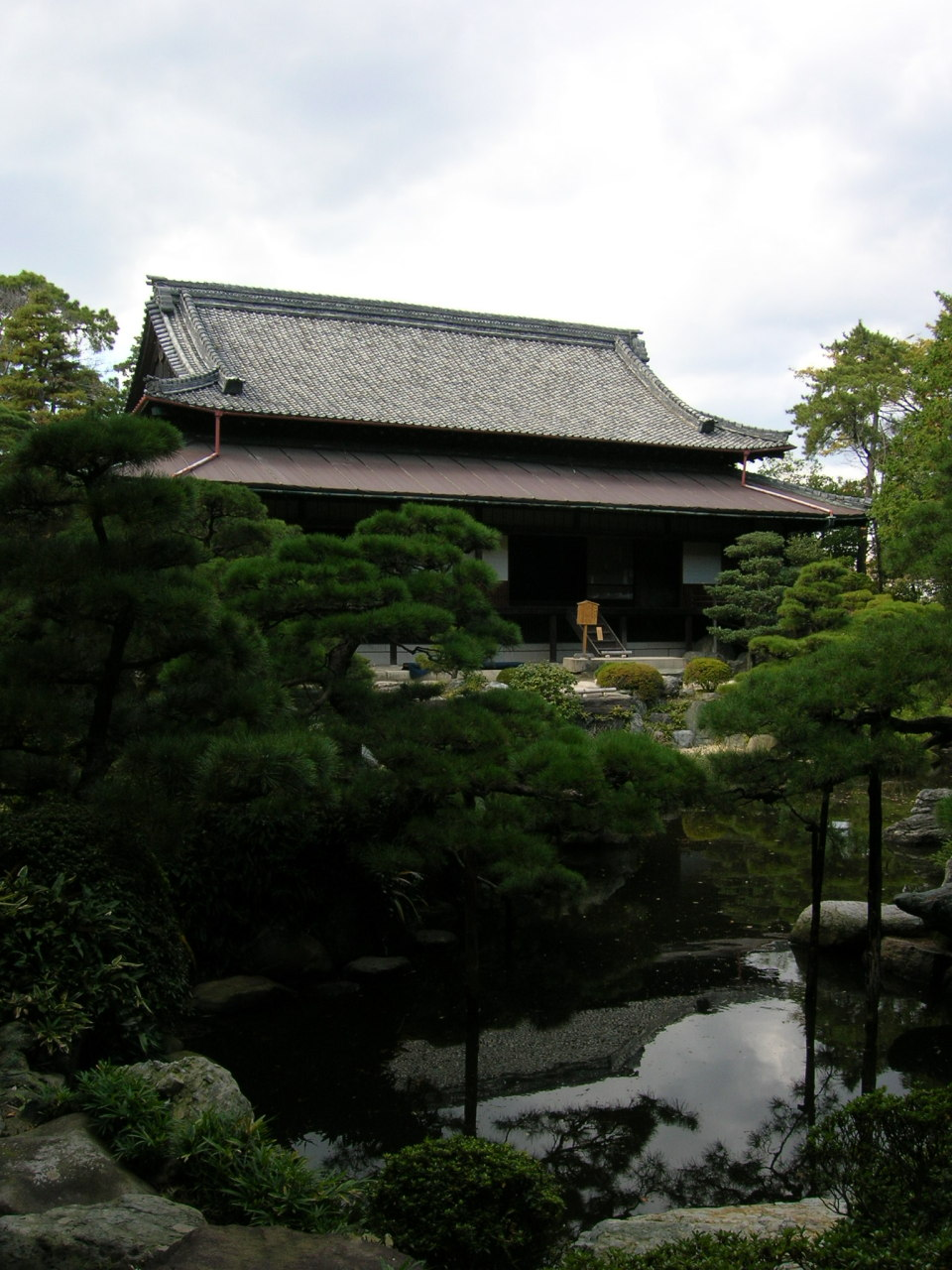
広間（御殿）

（*）印の建造物（6棟）は平成14年（2002年）、「諸戸家住宅」の名称で国の重要文化財に指定されている。〔 〕内は官報告示による建物名称。
- （*）本邸〔主屋〕 - 明治22年（1889年）頃に建築。後に建て増しされた仏間、茶室、洋間が付属する。現在の受付。
- （*）大門 〔表門〕- 明治27年（1894年）頃に建築。薬医門と呼ばれる形式。
- （*）御殿前玄関・車廻し〔玄関及び座敷〕 - 玄関と車寄せは、当時外務卿であり、親友でもあった大隈重信とのつながりから、外務省のそれをそっくり真似たものと言われる。
- （*）御殿〔広間〕 - 棟札から明治24年（1891年）の上棟と判明する。
- 池庭 - 宮内省技師・小平義近の設計で琵琶湖を模した（国の名勝）。
- （*）洋館 - 御殿に併設。内部非公開。
- （*）玉突場 - 当時の社交場として設けられた。内部非公開。
- 推敲亭 - 覚々斎原叟の作と伝わる草庵（三重県指定有形文化財）。
- 煉瓦蔵 - 明治28年（1895年）に建築された米蔵。（三重県指定有形文化財）
- 藤茶屋 - 別名「扇の間」、第二次大戦で焼失し昭和43年（1968年）に再建。
- 神祠 - 明治時代に改築。金比羅神社・住吉神社・伏見稲荷・玉船稲荷・菅原神社を祀る。
- 菖蒲池・八ツ橋 - 山田家時代に整備。当時は杜若が植えられていた。一部は鎌倉時代に創建された当時からの遺構が残っていると考えられている。
- 御成書院 - 江戸時代中期に建築。明治24年（1891年）に英照皇太后が宿泊した。非公開（三重県指定有形文化財）。

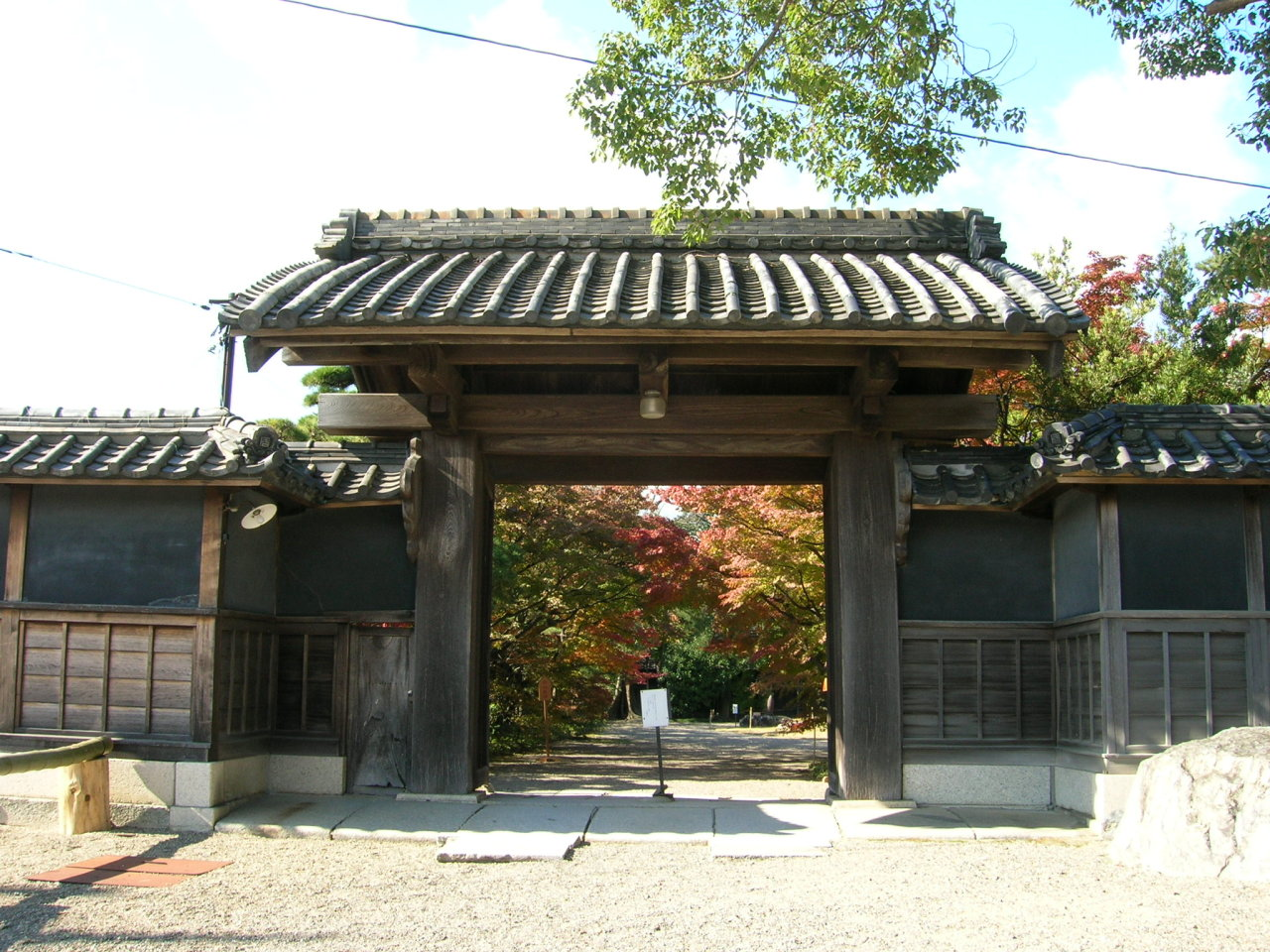
表門（大門）
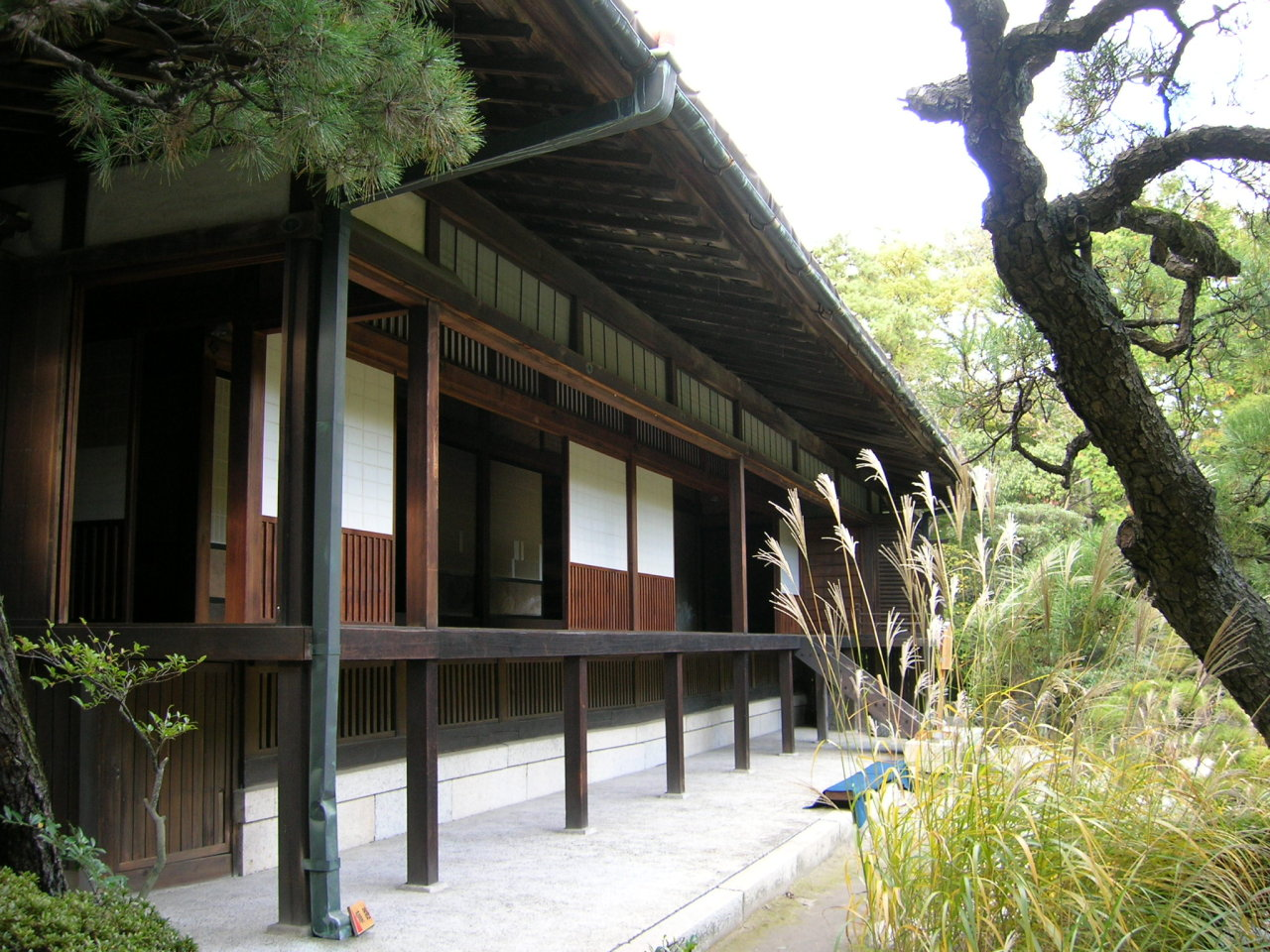
広間（御殿）
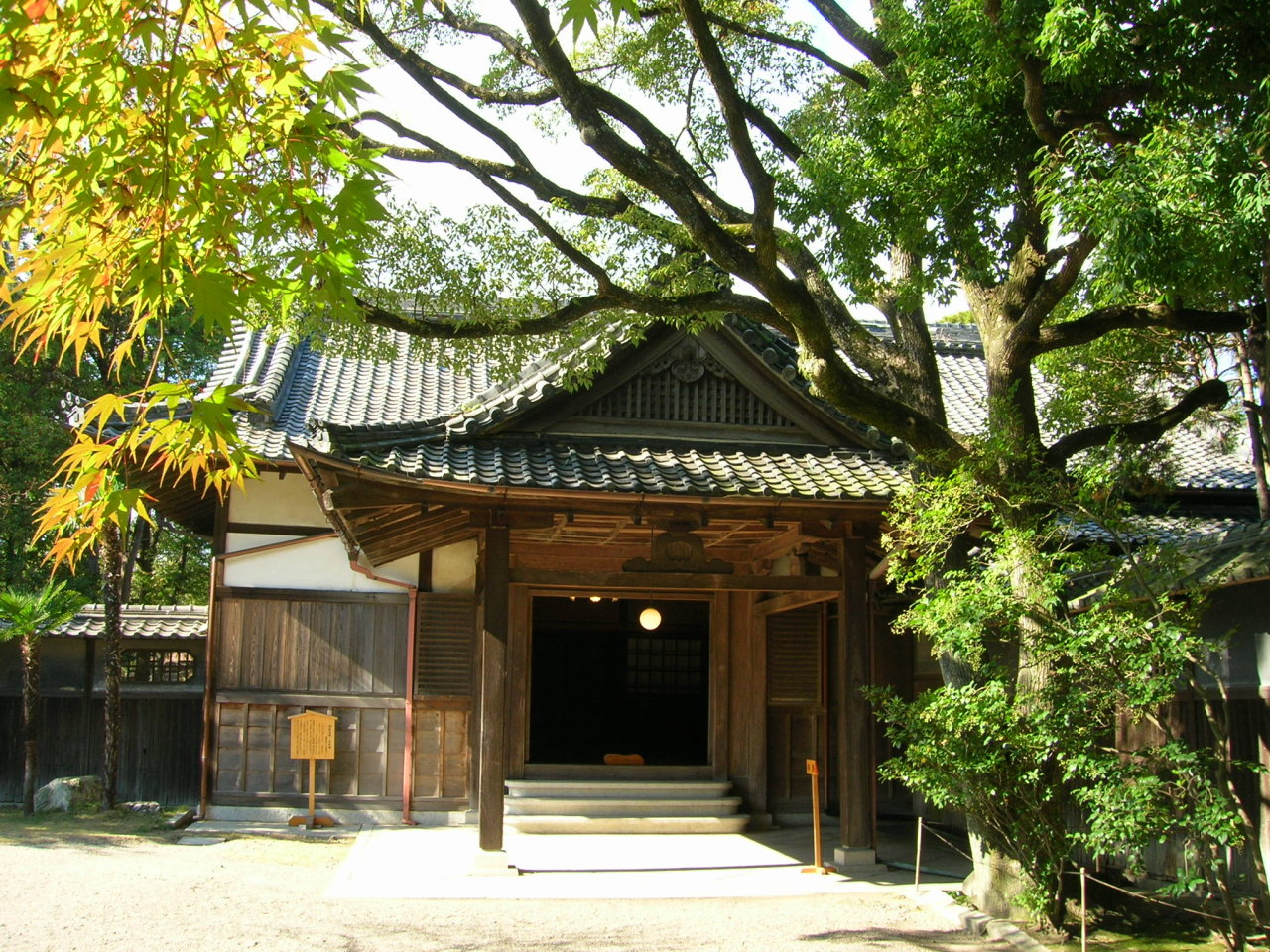
玄関

## 所在地
- 三重県桑名市太一丸18番地

## アクセス
- 東名阪自動車道 - 桑名ICから約10分。
- JR関西本線・近鉄名古屋線 - 桑名駅から
  - 徒歩で約15分。
  - K-バス「六華苑西」バス停下車、徒歩ですぐ。

## 施設利用
開園時間
午前10時から午後5時（入園は午後4時まで）
休業日
毎週月曜日（月曜祝日の場合は翌日休園）
公開期間
春と秋それぞれ約1か月半程度。